# Vierhornziege

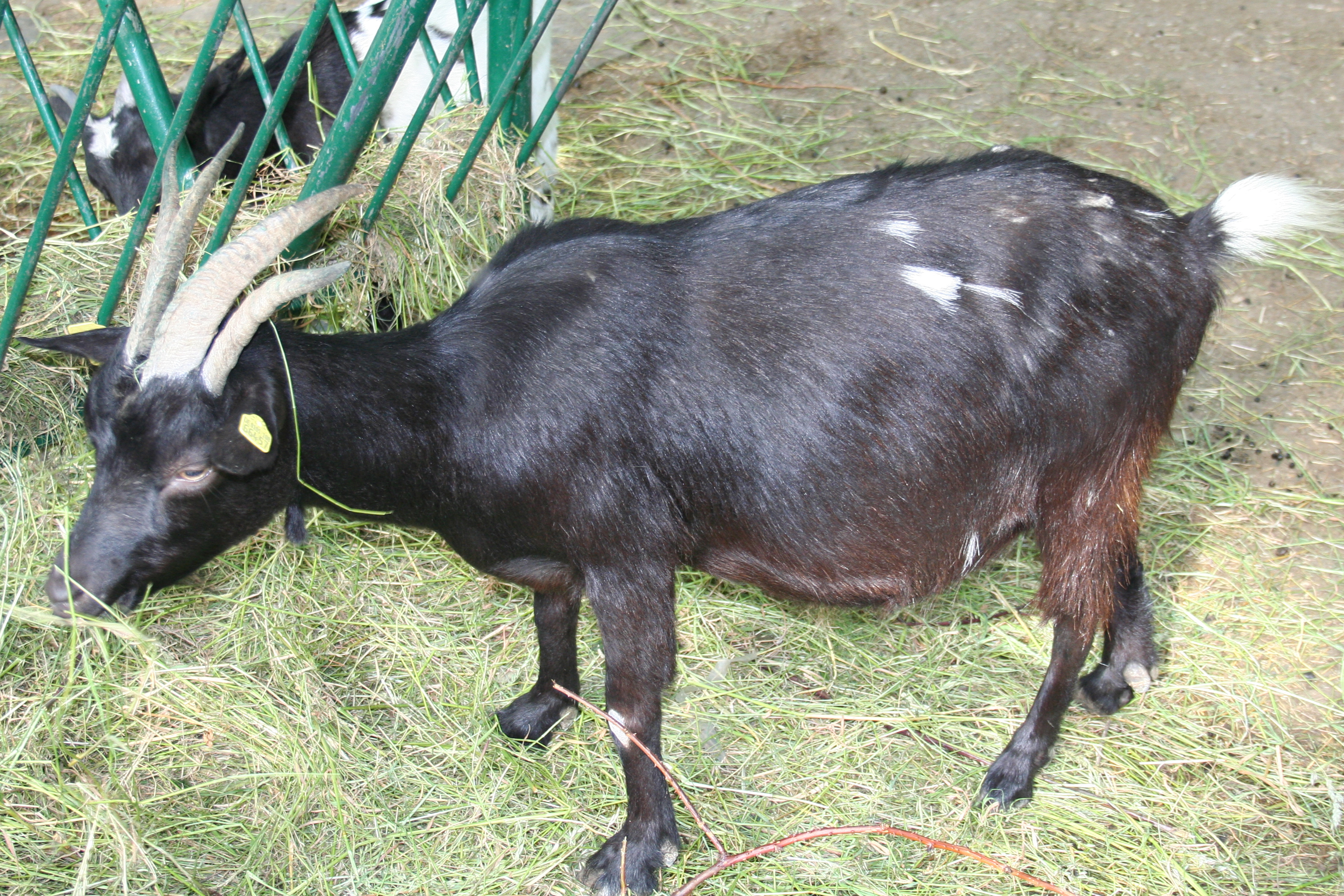
Eine Vierhornziege im Tierpark Hamm

Die Vierhornziege ist eine Mutante der Hausziege (Capra aegagrus hircus) mit vier statt zwei Hörnern, die erstmals in den österreichischen Alpen auftrat. Die Vierhornigkeit wird dominant und unabhängig von der Färbung vererbt. Daher wurden zahlreiche Rassen von Hausziegen eingekreuzt, wobei Tauernschecken, Pfauenziegen und Pinzgauer Strahlenziegen beteiligt waren. Obwohl die Vierhornziege noch nicht als eigene Rasse anerkannt ist, wird sie im Rahmen von Erhaltungs- und Genressourcen-Studien wie andere gefährdete Haustierrassen beobachtet. Der Handlungsbedarf zu ihrer Erhaltung wird als akut eingestuft.

## Merkmale
Die Vierhornziege ist eine kleine bis mittelgroße Ziege mit gestrecktem, geradem Rücken, flachem, langem, schmalem Becken und weniger tiefer Brust. Die Tiere sind in der Regel vierfach behornt, wobei auch die Geißen ein weniger kräftiges Horn entwickeln.
Die Ziegen besitzen einen langen Hals in harmonischer Abstimmung mit dem Körper. Der Kopf ist ebenfalls lang und vergleichsweise breit. Das Fell ist mittel- bis kurzhaarig. Es werden auch langhaarige Tiere toleriert. Der Körper besitzt insgesamt eine einheitlich braune oder schwarze Farbzeichnung in unterschiedlichen Abstufungen, ohne scharf abgegrenzte Übergänge oder Flecken (außer bei den Gescheckten).

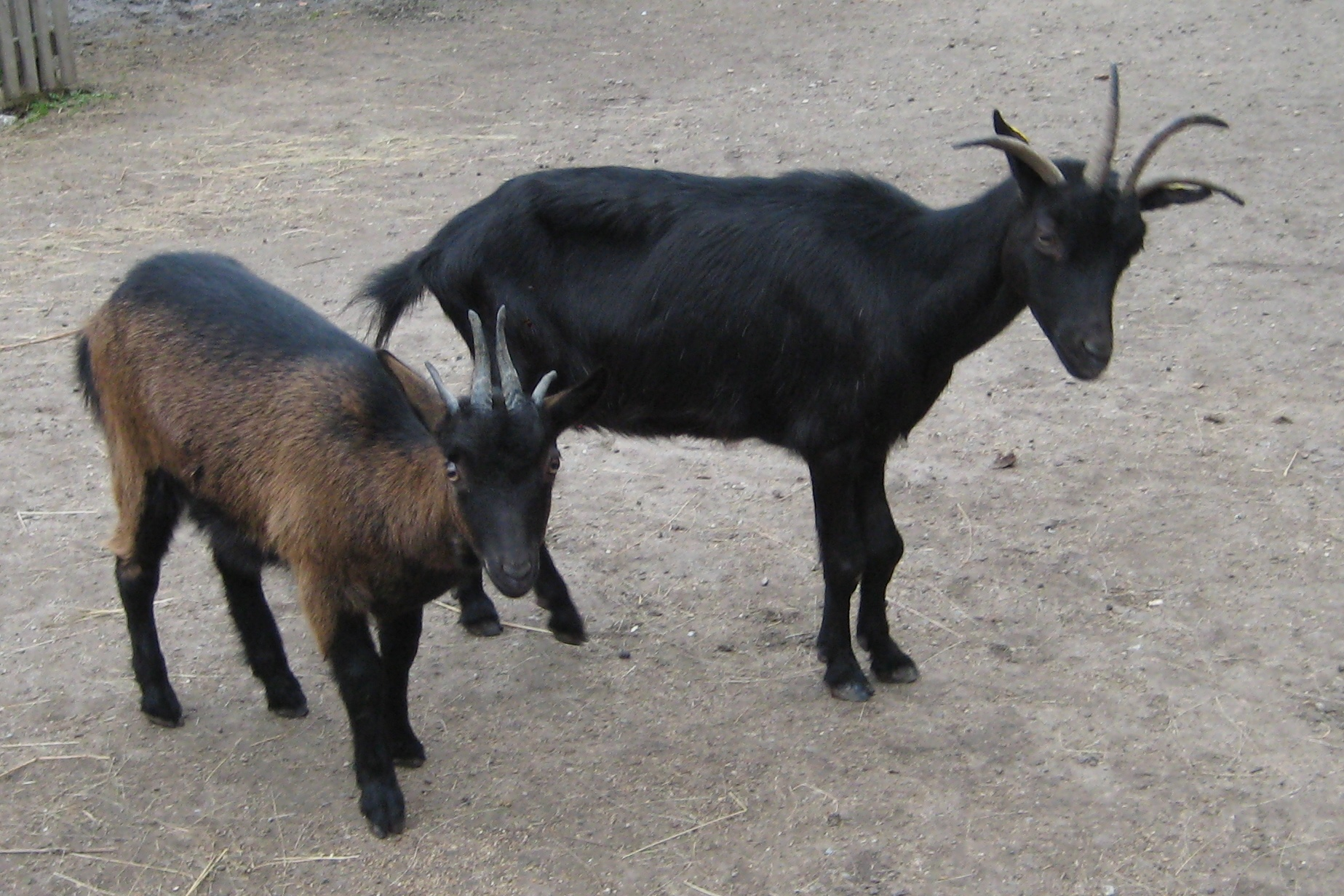
Vierhornziegen auf Schloss Hof

Bis auf einen hellen Stirnfleck an der Hornbasis oder Strahlenzeichnung, sowie einen kleinflächigen Spiegel im Afterbereich sowie hellen Beinen, weisen die einfarbigen Tiere am gesamten Körper keine rein weißen oder braunen Farbzeichnungen auf. Manche Tiere haben einen dunklen Aalstrich am Rücken und Bauch und helle Beine (Stiefel) unterhalb des Knie- bzw. Sprunggelenkes. Das Gesichtsfeld trägt die Farbe der Mantelzeichnung mit meist dunkelgrauen bis schwarzen Bereichen.
Vereinzelt kommen als Farbvariante auch vollständig schwarz gezeichnete Tiere vor. Eine weitere Variante ist die braun-weiß oder schwarz-weiß gezeichnete Vierhornziege.
In der Phase des Bestandsaufbaues werden Tiere mit gering abweichenden Farbzeichnungen (keine hellen Stiefel, keine Strahlen etc.) sowie eingeschränkt auch Farbvarianten toleriert. Bei den Böcken erfolgt ab der ersten Nachzuchtgeneration eine strenge Selektion nach den Rassekriterien, bei den weiblichen Tieren in etwas abgestufter Form.
Es gibt auch Zwerg-Vierhornziegen.

## Verbreitung und Gefährdung
Heute findet man die Vierhornziege noch in Restbeständen in ganz Österreich sowie in einigen Tierparks auch in Deutschland. In Österreich stand das Vorkommen der Vierhornziege bis vor Kurzem vor seiner Auslöschung. Arche Austria hat sich dieser alten österreichischen Gebirgsziegenrasse angenommen und eine Rettungsaktion ins Leben gerufen. Der Bestand beschränkte sich in Österreich im Jahr 2009 auf rund 35 Zuchttiere. Der Bestand an rassetypischen Tieren wird in Österreich auf etwa 70–100 Tiere geschätzt.

## Zuchtgeschichte
Die Vierhornziege repräsentiert eine der ältesten Ziegenrassen in Österreich. Schon im Barock waren Vierhornziegen eine Attraktion in den Menagerien der Aristokraten. Prinz Eugen hielt und züchtete sie in seinem Tiergarten. Heute erinnert eine Zucht im Meierhof des von Eugen erbauten Schloss Hof an diese barocke Tradition.
Das Verbreitungsgebiet erstreckte sich später über die gesamte österreichisch-ungarische Monarchie und bis nach Spanien, wo sie mit dort heimischen Ziegenrassen gekreuzt wurde.
Das Fehlen einer planmäßigen Zuchtarbeit führte aber schließlich zu einer sukzessiven Verdrängung der Vierhornziege. Da die Vierhornziege in keinem Zuchtverband anerkannt ist und viele Züchter und Halter keinem Zuchtverband angehören (Zootierhaltung), ist es schwierig, überhaupt eine planmäßige Zucht aufzubauen.
Viele Vierhornziegen sehen anderen Rassen sehr ähnlich (Pfauenziege, Tauernschecken). Das hängt mit inzwischen erfolgten Einkreuzungen zusammen, weil viele Züchter keine nicht verwandten Zuchttiere mehr gefunden haben. Darum ist die Zusammenarbeit zwischen den Züchtern und der Zuchttieraustausch besonders wichtig. Der häufigste Farbenschlag ist der schokoladebraune mit Strahlenzeichnung. Hier dürfte es sich um eine ursprüngliche Farbe und nicht um Einkreuzungen mit Thüringer Waldziegen handeln.
2009 wurde mit der planmäßigen Erhaltungszucht begonnen. Mittlerweile beteiligen sich 9 Züchter in Österreich an den Erhaltungsmaßnahmen. In Zusammenarbeit mit dem Oberösterreichischen Ziegenzuchtverband soll eine planmäßige Erhaltungszucht aufgebaut werden.

## Förderungen
Die Vierhornziege ist in der Rasseliste des ÖPUL 2007 nicht als hochgefährdete Ziegenrasse angeführt. Nach Vorliegen der Ergebnisse der genetischen Differenzierung und offizieller Anerkennung durch die ÖNGENE ist noch nicht absehbar, ob die Vierhornziege als prämienfähige Rasse in ein Förderprogramm aufgenommen wird.

## Leistungsdaten
Zur Absicherung der Milchleistung wird eine Leistungsprüfung der Kitze (30-Tage-Gewicht) durch Eigenkontrolle zwischen dem 30. und 35. Lebenstag durchgeführt.